# Kiddesvej
Kiddesvej er en gade i Vejle som er kendt for sin stejle stigning, og at den siden 2004 har lagt afgørende asfalt til en etape i cykelløbet Danmark Rundt. 
Første gang Kiddesvej optræder i vejviseren er i 1901. Den er opkaldt efter amtsvejinspektør Christen H. Kidde (1818-1894). Tidligere blev den kaldt Møllestien efter Vejle Vindmølle, der står ved den øverste ende. Senest i 1920'erne kom der flisebelagt fortov og kanter med brosten. Tidligere var den udelukkende belagt med grus. I Mellemkrigstiden kom der asfalt på Kiddesvej, og der blev bebygget med huse op forbi møllen.
Kiddesvej er 440 meter lang, og har en gennemsnitsstigning på 11,5 procent med 19 procent som den maksimale stigningsprocent ud for Kiddesvej 30. I februar 2013 blev bl.a. Kiddesvej målt op af landmålerfirmaet LIFA i Vejle.. Adskillige skilte langs vejen gør opmærksom på at det er forbudt at cykle eller køre på knallert ned af den.

## Galleri
- Møllestien, det senere Kiddevej ca. 1893
- Den øverste ende af vejen
- Udsigt op fra Teglgaardsvej
- Det nederste stykke mod Koldingvej
- Kiddesvej under Post Danmark Rundt 2012
- Wout van Aert (til venstre) og Alexander Kamp på Kiddesvej under PostNord Danmark Rundt 2018
- Mads Pedersen (til venstre) og Mattias Skjelmose på Kiddesvej under PostNord Danmark Rundt 2023

## Cykelløbet Danmark Rundt
Siden 2004 har Danmarks Cykle Union haft en aftale med Vejle Kommune om at Kiddesvej skulle være den centrale stigning, inden målstregen på Koldingvej for en etape i cykelløbet Danmark Rundt. Det er den man omtaler "kongeetapen" på grund af den stejle stigning der skal passeres tre gange. I januar 2012 forlængede parterne aftalen, så Vejle Kommune frem til 2017 betaler for at få cykelløbet til Vejle hver sommer.

### Vindere
- 2004 –  Janek Tombak (Cofidis)
- 2005 –  Ivan Basso (Team CSC)
- 2006 –  Fabian Cancellara (Team CSC)
- 2007 –  Kurt-Asle Arvesen (Team CSC)
- 2008 –  Matti Breschel (Team CSC Saxo Bank)
- 2009 –  Jakob Fuglsang (Team Saxo Bank)
- 2010 –  Matti Breschel (Team Saxo Bank)
- 2011 –  Jakob Fuglsang (Team Leopard-Trek)
- 2012 –  Lars Petter Nordhaug (Team Sky)
- 2013 –  Matti Breschel (Team Saxo-Tinkoff)
- 2014 –  Manuele Boaro (Team Tinkoff-Saxo)
- 2015 –  Matti Breschel (Tinkoff-Saxo)
- 2016 –  Michael Valgren (Tinkoff)
- 2017 –  Mads Pedersen (Trek-Segafredo)
- 2018 –  Wout van Aert (Vérandas Willems–Crelan)
- 2019 –  Lasse Norman Hansen (Corendon–Circus)
- 2020 – Aflyst pga. coronaviruspandemien
- 2021 –  Remco Evenepoel (Deceuninck-Quick Step)
- 2022 –  Christophe Laporte (Team Jumbo-Visma)
- 2023 –  Mattias Skjelmose (Lidl-Trek)
- 2024 –  Magnus Cort (Uno-X Mobility)
- 2025 –  Mads Pedersen (Lidl-Trek)